# Андрес Мускетті
Андрес Мускетті (ісп. Andrés Muschietti; нар. 26 серпня 1973) — аргентинський кінорежисер та сценарист. Став відомий  після своїх фільмів «Мама» та «Воно».

## Біографія
Народився 26 серпня 1973 року в Буенос-Айресі. Має сестру Барбару, яка нині працює кінопродюсером. Сім'я Мускетті італійського походження.
У кіно дебютував 1995 року, як режисер — 1999-го. В 2000 році зняв фільм «Ніч кохання» з Сесілією Рот у головній ролі.
У 2013 році американські кіностудії «Toma 78» і «De Milo Productions» запросили Мускетті для повнометражної екранізації його ж однойменного короткометражного фільму 2008 року «Мама». Головні ролі у фільмі виконали Джессіка Честейн і Ніколай Костер-Валдау. При бюджеті в 15 мільйонів доларів фільм жахів Андреса зібрав у світовому прокаті понад сто сорок п'ять мільйонів.
У вересні 2013 року він обійняв пост режисера перезапуску франшизи «Мумія», але вже в травні наступного року залишив проект через творчі розбіжності з Джоном Спейтсом.
Восени 2017 року на світові екрани вийшов фільм «Воно», екранізація однойменного роману Стівена Кінга. Сам же Мускетті оголосив, що готовий працювати й над сиквелом. У грудні того ж року було оголошено, що Мускетті веде переговори про режисуру екранізації науково-фантастичного роману «Електричний штат» Саймона Столенгага, а брати Руссо виступлять продюсерами разом з Енді та Барбарою Мускетті. У грудні 2020 року стало відомо, що режисерами фільму стануть самі Руссо, а Мускетті все ще будуть залучені як виконавчі продюсери.

## Фільмографія

### Фільми
| Рік  | Фільм                | Режисер | Сценарист | Примітки               |
| ---- | -------------------- | ------- | --------- | ---------------------- |
| 2008 | Мама                 | Так     | Так       | короткометражний фільм |
| 2013 | Мама                 | Так     | Так       |                        |
| 2017 | Воно                 | Так     | Ні        |                        |
| 2019 | Воно 2               | Так     | Ні        |                        |
| 2023 | Флеш                 | Так     | Ні        |                        |
| Н/Д  | Відважний і сміливий | Так     | Ні        |                        |

Виконавчий продюсер
- Електричний штат (2025)

### Серіали
| Рік         | Фільм                    | Режисер | Виконавчий Продюсер |
| ----------- | ------------------------ | ------- | ------------------- |
| 2020 – 2022 | Ключі Локків             | Ні      | 28 епізодів         |
| 2026        | Ласкаво просимо до Деррі | Так     | Так                 |

## Нагороди
Ностальгія 8 (1999)
Міжнародний фестиваль латиноамериканського кіно в Біарріце (2000):
- Найкращий короткометражний фільм

Міжнародний кінофестиваль у Гавані (2000):
- Найкращий короткометражний фільм

Мама (2008)
Фестиваль фантастичних фільмів у Молінс-де-Рей (2009):
- Приз журі за найкращий короткометражний фільм

Мама (2013)
Кінофестиваль в Жерармере (2013):
- Приз глядацьких симпатій
- Гран-прі
- Гран-прі молодіжного журі

Фантаспорту (2013):
- Найкращий фільм
- Найкращий режисер

Міжнародний кінофестиваль у Палм-Спрінгс (2013):
- Найкращий режисер